# Cyphoderris
Cyphoderris är ett släkte av insekter. Cyphoderris ingår i familjen Prophalangopsidae.
Kladogram enligt Catalogue of Life:
| Cyphoderris | \| \| Cyphoderris buckelli \| \| \| \| \| \| Cyphoderris monstrosa \| \| \| \| \| \| Cyphoderris strepitans \| \| \| \| |
|             | \| \| Cyphoderris buckelli \| \| \| \| \| \| Cyphoderris monstrosa \| \| \| \| \| \| Cyphoderris strepitans \| \| \| \| |
|             | Aboilomimus |
|             | |
|             | Paracyphoderris |
|             | |
|             | Prophalangopsis |
|             | |
|             | Tarragoilus |
|             | |
|             | Cyphoderris buckelli |
|             | |
|             | Cyphoderris monstrosa                                                                                                   |
|             | |
|             | Cyphoderris strepitans                                                                                                  |
|             | |

|  | Cyphoderris buckelli   |
|  |                        |
|  | Cyphoderris monstrosa  |
|  |                        |
|  | Cyphoderris strepitans |
|  |                        |